# عادل آتان
عادل آتان (ترکی استانبولی: Adil Atan; ۱ ژانویهٔ ۱۹۲۹ – ۱ ژانویهٔ ۱۹۸۹) کشتی‌گیر اهل ترکیه بود.